# Jazz-Band
Jazz-Band (Prodigal Daughters) è un film muto del 1923 diretto da Sam Wood che ha come interprete principale Gloria Swanson. Accanto a lei, Ralph Grave, Vera Reynolds, Theodore Roberts, Louise Dresser, Charles Clary.
La sceneggiatura di Monte M. Katterjohn si basa su Prodigal Daughters, romanzo di Joseph Hocking pubblicato a New York nel 1921.

## Trama
Figlie di J. D. Forbes, un magnate delle ferrovie, Elinor, chiamata familiarmente 'Swifty', e la sorella Marjory sono due ragazze moderne che vivono in maniera sfrenata l'età del jazz. La madre, una signora della buona società, non riesce in alcun modo a moderare i loro comportamenti e le figlie, ben presto, decidono di andarsene da casa per trasferirsi al Greenwich Village, il quartiere bohemienne della città. Lester Hodges, un compositore di canzoni, conquista l'amore di Marjory che accetta di sposarlo. Intanto Garside, il proprietario di una sala da gioco, ha puntato i suoi occhi su Elinor. Il gioco d'azzardo si rivela una trappola per la giovane che, al tavolo, perde una grossa somma che non può ripagare. Garside se ne approfitta e le fa promettere di sposarlo se, entro sessanta giorni, non riuscirà ad onorare il suo debito. Durante un'irruzione della polizia alla vigilia di Natale, Elinor sfugge all'arresto scappando con l'aiuto di Roger, un aviatore che la corteggia. La ragazza decide di seguire l'esempio della sorella che, dopo essere stata abbandonata dal marito, è tornata a casa dai genitori. Tutte e due sono ora pentite per aver scelto quella vita scapestrata che ha procurato solo dei guai. Però, Elinor, è felice perché alla fine ha trovato in Roger l'amore che cercava.

## Produzione
Il film fu prodotto dalla Paramount Pictures.

## Distribuzione
Il copyright del film, richiesto dalla Famous Players-Lasky Corp., fu registrato l'11 aprile 1923 con il numero LP18864.
Negli Stati Uniti, il film - presentato da Jesse L. Lasky - fu distribuito dalla Paramount Pictures il 15 aprile 1923.
Nel 1925, il film fu distribuito in Italia dalla Famous Players con visto di censura numero 20398.
Non si conoscono copie ancora esistenti della pellicola che viene considerata presumibilmente perduta.